# الزراعة في ميانمار

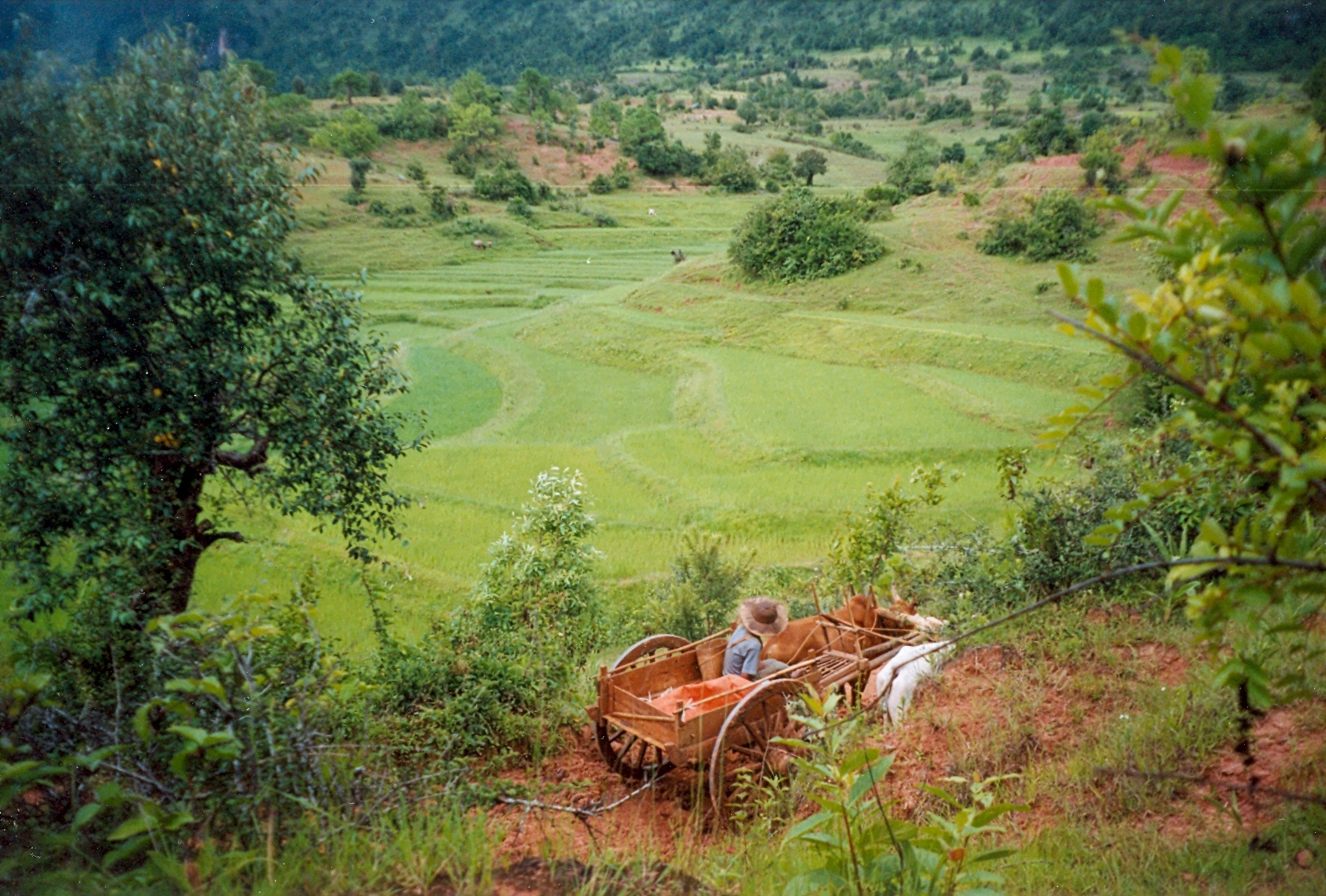
أراضي زراعية في بورما

تعتبر الزراعة في ميانمار (تعرف باسم بورما أيضا) الحرفة الرئيسية في البلاد بنسبة 60% من الناتج المحلي الإجمالي وتُوظف 65% من القوة العاملة. بورما إحدى أكبر مُصدّري آسيا من الرز، ويعتبر الرز المحصول الزراعي الأساسي في البلاد.
تتضمن المحاصيل الأخرى البقول، الفاصولياء، السمسم، لوبياء مطمورة، قصب السكر، الخشب، السمك. بالإضافة إلى ذلك، تُربى الحيوانات كمصدر للغذاء ولتوفير الجهد.

## المنتجات الزراعية

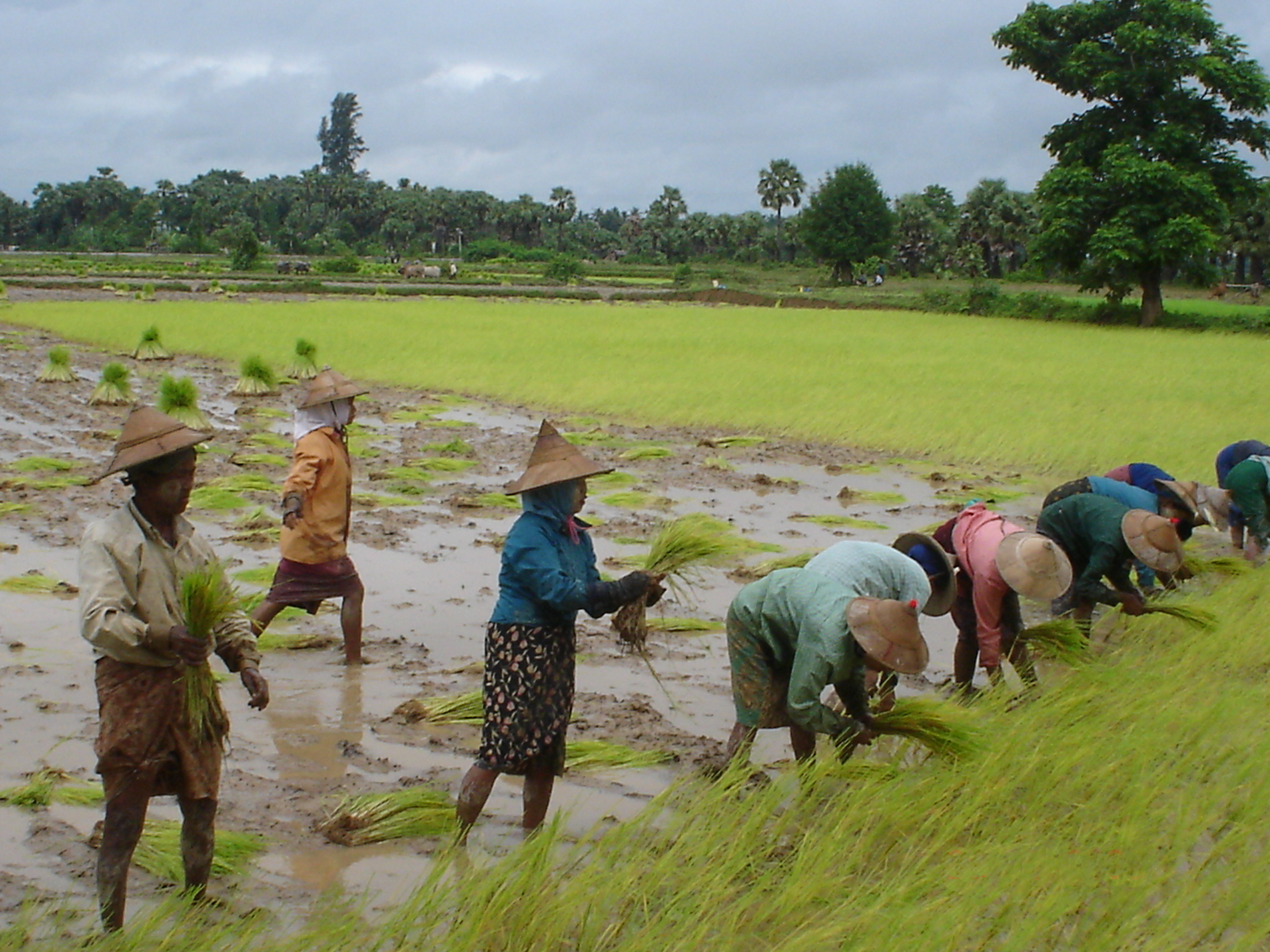
زراعة الرز في ميانمار، 2006

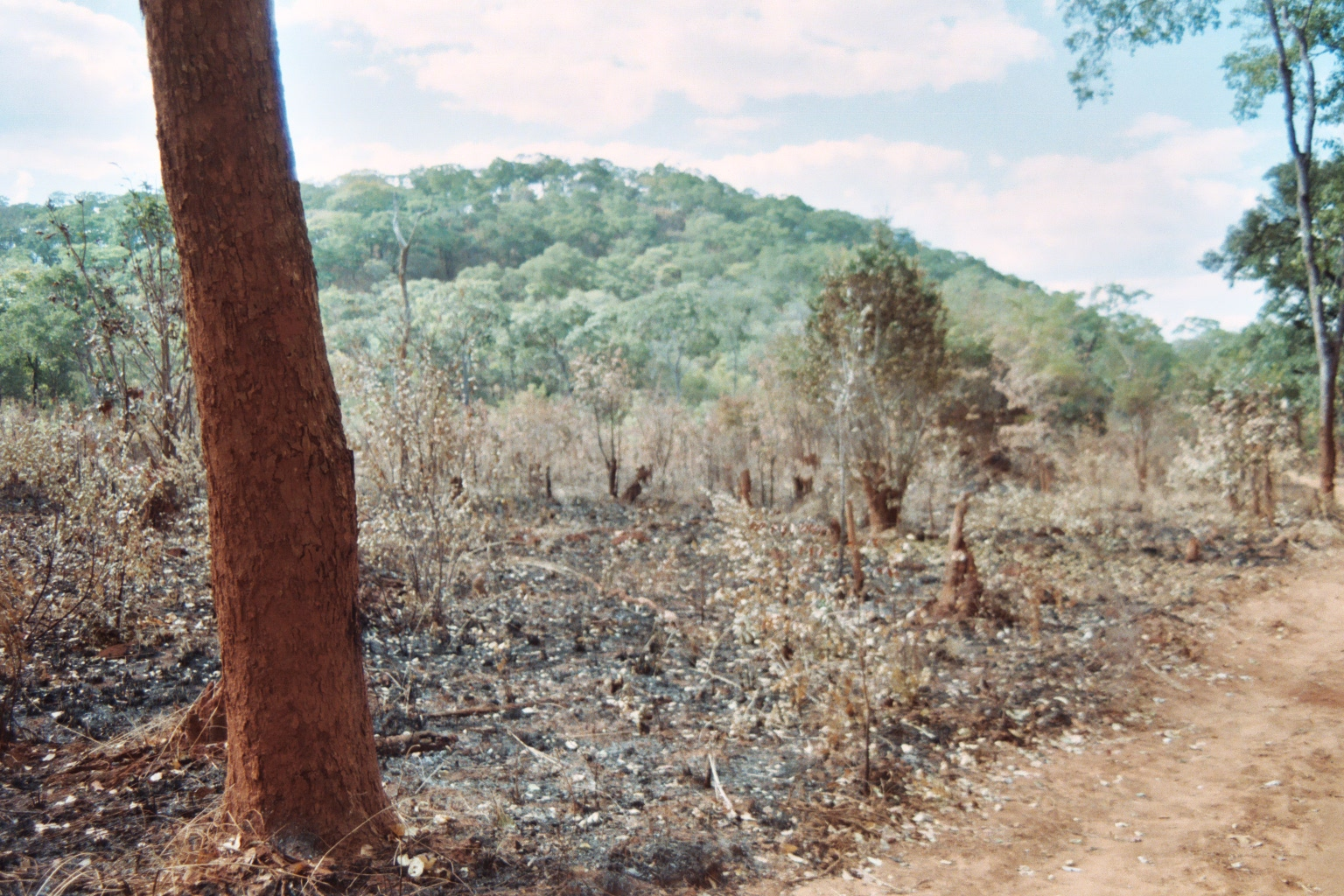
مثال عن طريقة الزراعة بالقطع والحرق، الأراضي الشمالية الغربية في زامبيا

### الطرق
الطريقة الرئيسية المتبعة قديما وحاليا في الأراض صالحة للزراعة هي القطع والحرق. تتضمن هذه الطريقة إشعال النار في الغابات القديمة أو الغابات الثانوية لإنشاء حقول وزراعة المحاصيل فيها. بعد استهلاك المحاصيل للمغذيات الموجودة في التربة كاملة، تُترك الأرض لتنمو من جديد. تبدأ الأرض بالنمو بعد سنتين أو ثلاث سنوات من ترك الأرض وخلال 10 أو 20 سنة يمكن أن تبدأ مرة ثانية بتأسيس غابة ثانوية.
في بعض الأحيان، تُفلح الأرض كحقول أرز. في ميانمار، تغمر حقول الأرز أحيانا بالأنهار، أما غالبية المزارعين يعتمدون على الأمطار الموسمية من أجل المياه. تملك هذه الحقول طبقة كتيمة تحت التربة، وعلى السطح طبقة من الطين ويوجد 4-6 إنشات من الماء بالنهاية.

### الحيوانات الزراعية
يربي المزارعون في ميانمار الحيوانات كغذاء والعمل الزراعي كالنقل والفلاحة وغيرها. تتضمن الحيوانات الموجودة في ميانمار البقر، جاموس الماء، الماعز، الأغنام، الثيران، الدجاج والخنازير. تُستخدم الثيران والجواميس للسحب والعمل في أرجاء البلاد، بينما يربى البقر في المناطق الجافة الشمالية. تُربى الماعز في المراعي لأجل حليبها.
تأثر المزارعون في ميانمار بانتشار انفلونز الطيور إتش 5 إن 1 في آسيا. تأثرت مناطق ساجينغ وماندالاي أولا، وأدى ذلك إلى إبادة عدة آلاف من الدجاج والسمان مع بيضهم. في عام 2006، صرح مسوؤل بالبلاد عن خطة تمويلية لاستعادة الطيور وتعويض مزارع الدواجن المتضررة.